# Хем, Ян Давидс де
Ян Давидс де Хем, полностью: Ян Давидсон де Хем, также Йоханнес де Хем или Йоханнес ван Антверпен (нидерл. Jan Davidsz de Heem, Jan Davidszoon de Heem, Johannes de Heem, Johannes van Antwerpen; ок. 17 апреля 1606, Утрехт — до 26 апреля 1684, Антверпен) — нидерландский рисовальщик и живописец «Золотого века голландской живописи», сын живописца Давида де Хема Старшего (1570—1631). Член большой семьи художников. Предположительно, ученик Балтазара ван дер Аста. Мастер натюрморта, в частности натюрмортов с цветами и фруктами. Иногда де Хем писал, один или в сотрудничестве с другими художниками, образы Святого семейства или портреты в гирляндах из цветов и плодов. Во второй половине жизни переселился из Голландии во Фландрию.
Де Хем подписывал свои произведения инициалами «J. De Heem f.» или «IOANNES DE HEEM F.» (Иоаннес де Хем сделал).

## Семья художников де Хем
Ян Давидс был самым выдающимся членом большой семьи художников, произведения которых зачастую трудно различить. В их число входят его брат, два сына, из которых Корнелис добился особенного успеха, и по крайней мере по одному внуку от каждого сына.
Родоначальниками художественной семьи были отец живописца Давида де Хема Старшего (1570—1631) и брат последнего (его имя неизвестно). У этого анонимного брата был сын Ян или Иоганнес де Хем (ок. 1603 — после 1659), который писал натюрморты из цветов и фруктов.
У Давида де Хема Старшего было два сына, тоже художника: Ян Давидс де Хем (ок. 17 апреля 1606 — до 26 апреля 1684) и Давид Давидс де Хем (1610 — после 1669).
У Яна Давидса де Хема было трое сыновей, все художники; от первого брака: Давид Янсзон де Хем (29 ноября 1628 — ?), Корнелис де Хем (1631—1695) и от второго брака Ян де Хем (1650 — ?). У Корнелиса де Хема был сын, также художник: Давид Корнелис де Хем (1663—1718).

## Биография Яна Давидса де Хема
Де Хем родился в Утрехте. Сначала он учился у отца Давида де Хема Старшего (1570—1631), затем у Бальтазара ван дер Аста. Он жил в Лейдене примерно с 1625 по 1629 год, где в 1629 году учился у Давида Байи (1584—ок. 1657). Затем он переехал в Южные Нидерланды и в 1635 (или 1636) году вступил в антверпенскую Гильдию Святого Луки, в 1637 году стал бюргером Антверпена. Около 1667 года вернулся в Утрехт, а в 1672 году бежал от французcких войск, приближавшихся к городу. Неизвестно в точности, когда он наконец вернулся в Антверпен, но его смерть записана там в книгах гильдии.
Ян Давидс де Хем женился дважды, сначала на Алетте ван Виде, от которой у него было трое детей после её смерти в 1643 году, один из которых, Корнелис, родившийся в апреле 1631 года в Лейдене, учился живописи у отца, работал в Гааге и Антверпене, умер в мае 1695 года. Он писал натюрморты с цветами и фруктами в стиле своего отца. Де Хем женился во второй раз в 1644 году на Анне Катерине Рукерс, от которой у него было ещё шестеро детей; один из них, Ян, также стал мастером натюрмортов.

## Творчество
Де Хем получил всеобщее признание благодаря великолепным изображениям цветов и фруктов. Детальность живописи он соединял с выбором блистательной цветовой гаммы и утончённым вкусом в построении композиции. Он писал цветы в букетах и вазах, в которых порхают бабочки и мотыльки; рядом европейские и тропические фрукты; омары и устрицы; камень и металл; улитки и морские ракушки, цветочные венки в нишах, окна с изображениями Девы Марии — часто гризайлью для контраста с гирляндами сочных плодов, с наполненными вином бокалами, виноградом и другими чудесами и мирскими радостями во всём их разнообразии.
Де Хем также автор натюрмортов на тему бренности бытия (vanitas), но наиболее известен богато украшенными постановками, так называемыми «показными натюрмортами» (pronkstillevens).
За портрет правителя Нидерландов Вильгельма III Оранского, окружённого гирляндой из цветов и фруктов, де Хем получил 2000 гульденов, это была самая высокая цена за картину для того времени, что свидетельствует о его престиже как живописца.
Некоторые натюрморты в духе времени имеют морализаторский характер, в частности: змея, свернувшаяся клубком под травой; череп на цветущих растениях. Золотые и серебряные чашки или кружки наводят на мысль о суетности земных благ. Спасение аллегорически присутствует в образе чаши среди цветов, а смерть — распятием в венке.
Его сыновья работали вместе с ним в его мастерской над заказами новых картин. Отец завершал их работы и ставил на картинах свою подпись. Среди его учеников были Михель Верстилен, Томас де Клерк, Александер Коземанс, Элиас ван ден Брук, Абрахам Миньон и другие.
Произведения Яна Давидса де Хема находятся во многих крупнейших музеях мира. В Санкт-Петербургском Эрмитаже имеется четыре натюрморта его работы.

## Галерея

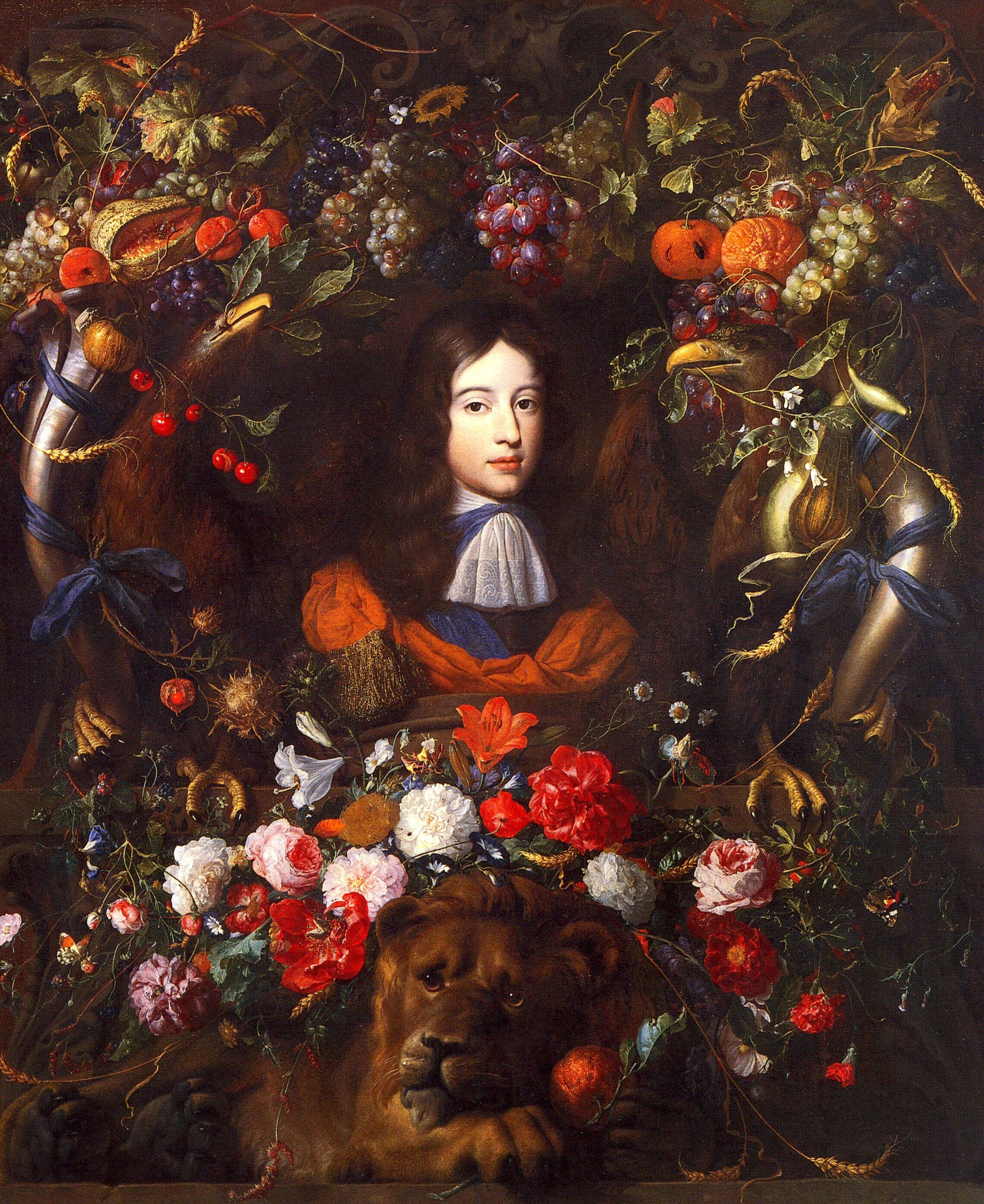
Портрет Вильгельма III Оранского в возрасте десяти лет. Ок. 1660. Холст, масло. Лионский музей изобразительных искусств
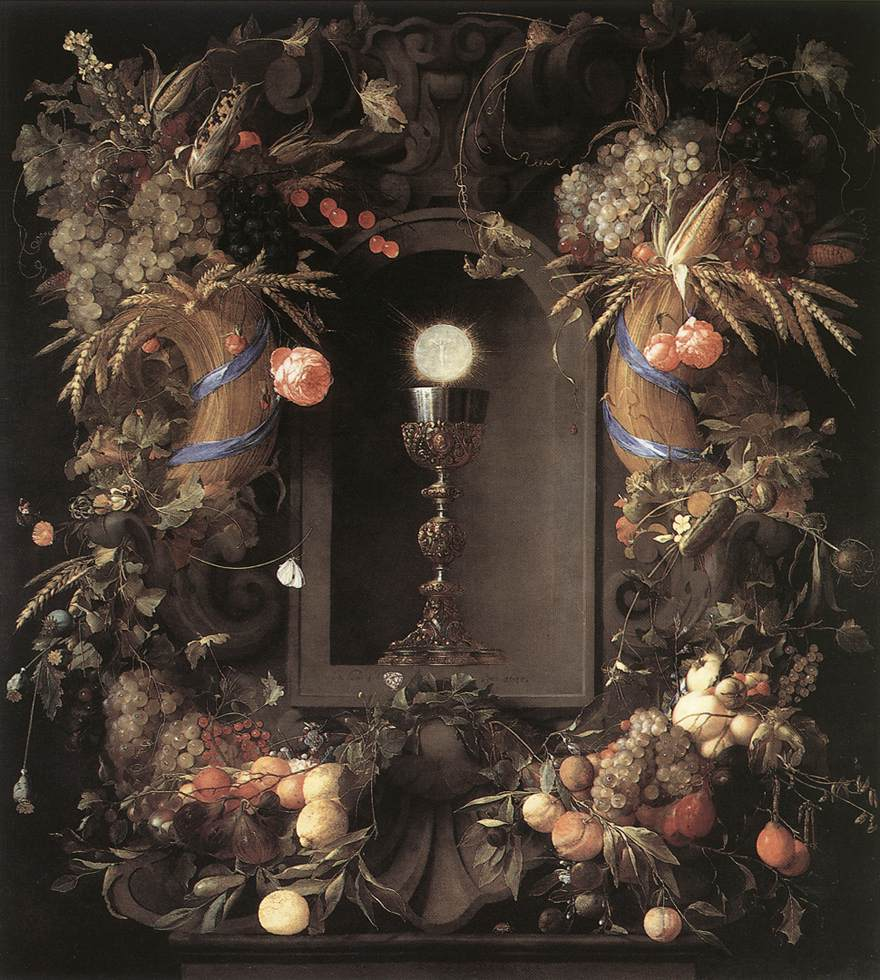
Евхаристия во фруктовом венке. 1648. Холст, масло. Музей истории искусств, Вена
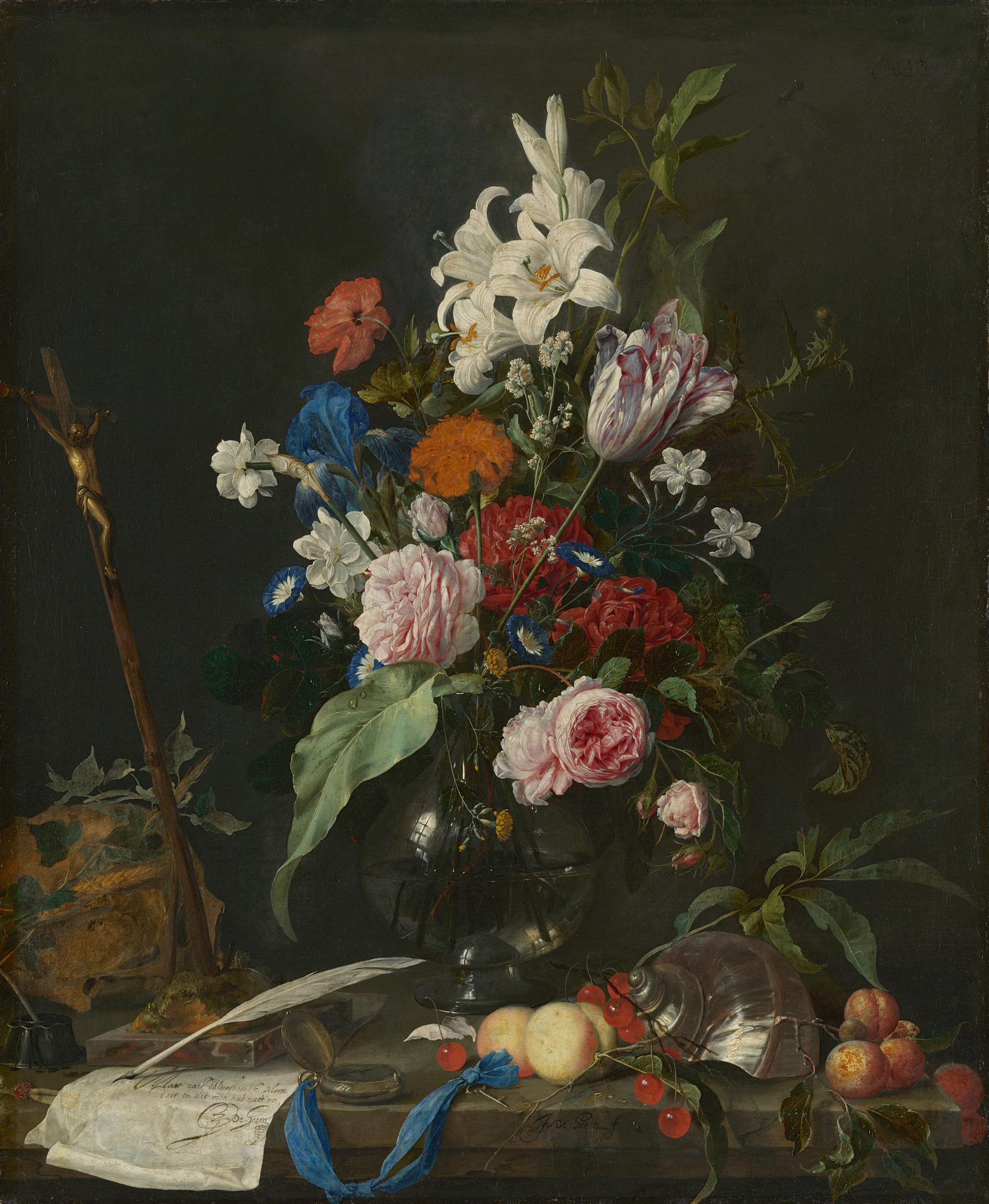
Цветочный букет в стеклянной вазе, распятие и мёртвая голова. 2-я четверть XVII в. Холст, масло. Старая пинакотека, Мюнхен
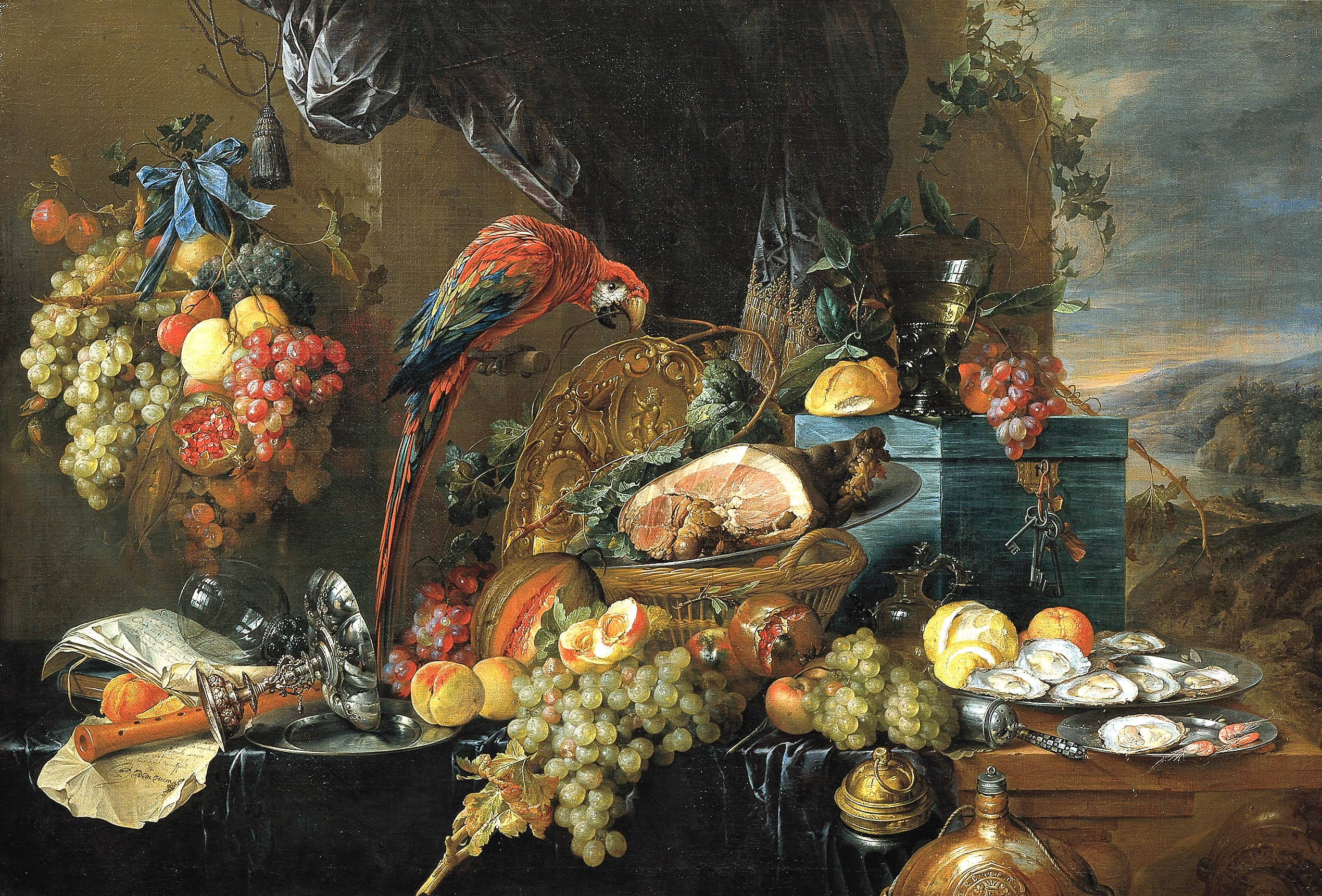
Богато накрытый стол с попугаями. Ок. 1650. Холст, масло. Академия изобразительных искусств, Вена
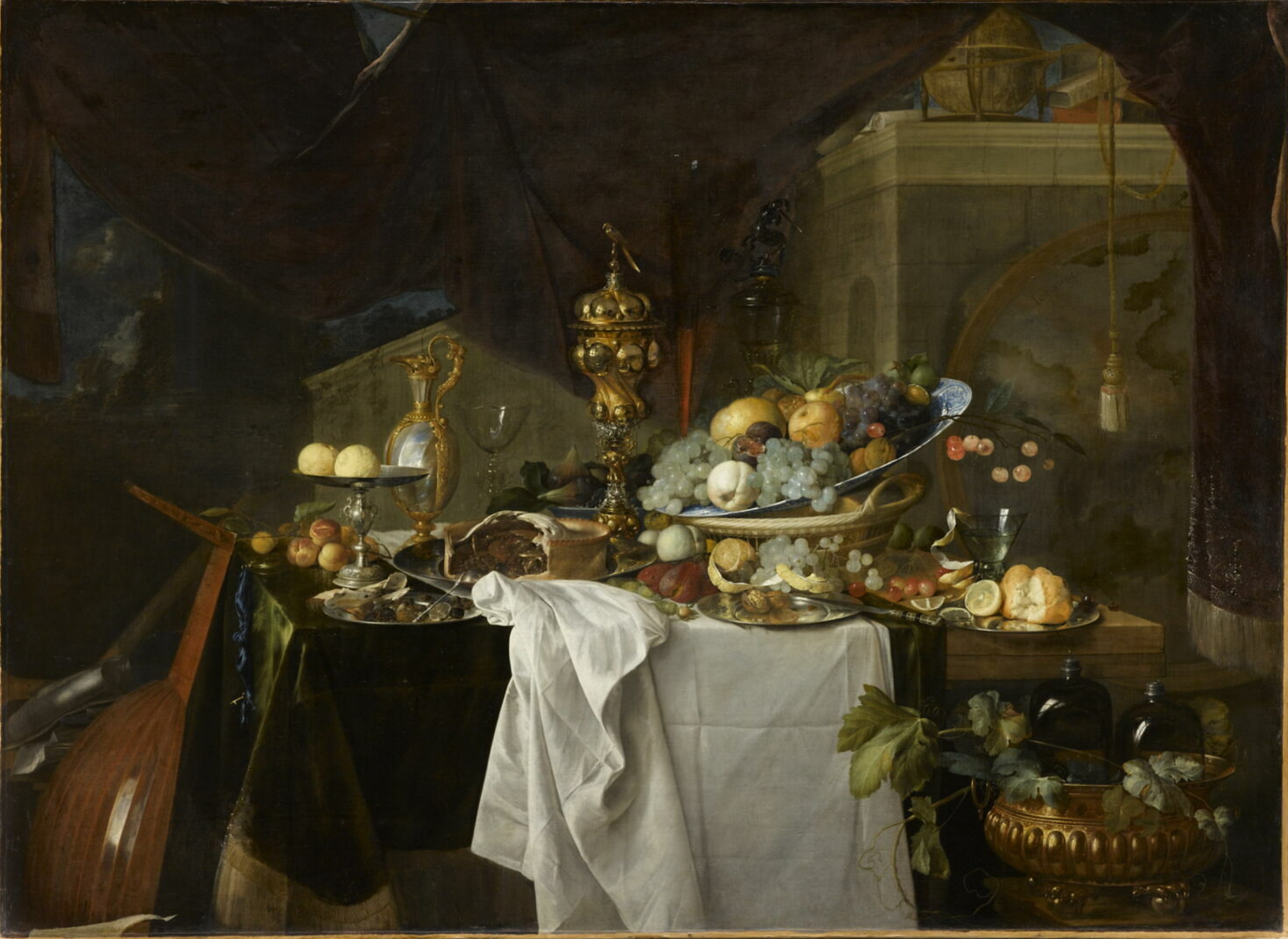
Стол с закусками. 1640. Холст, масло. Лувр, Париж
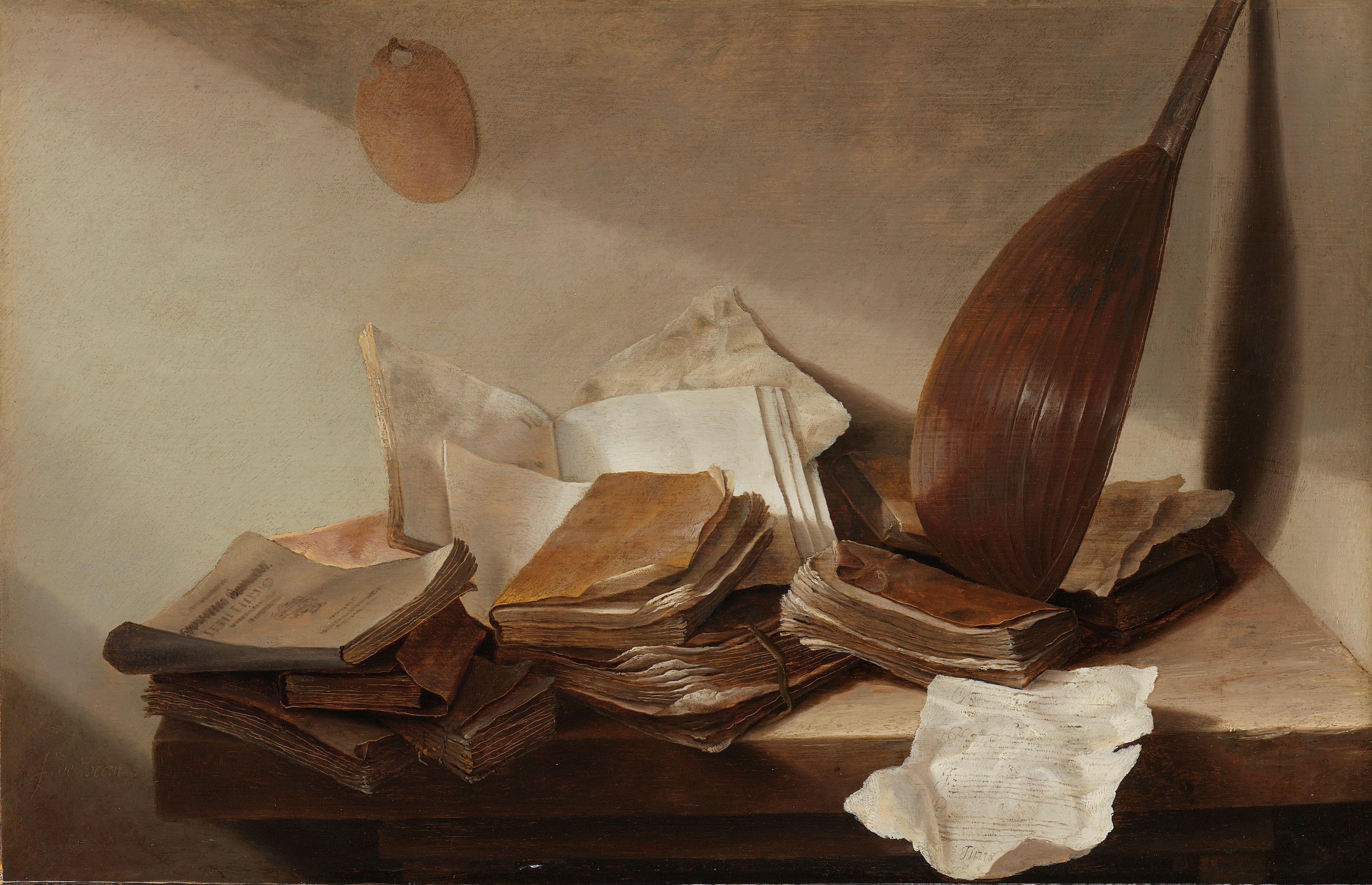
Натюрморт с книгами. Между 1625 и 1630. Дерево, масло. Рейксмюсеум, Амстердам
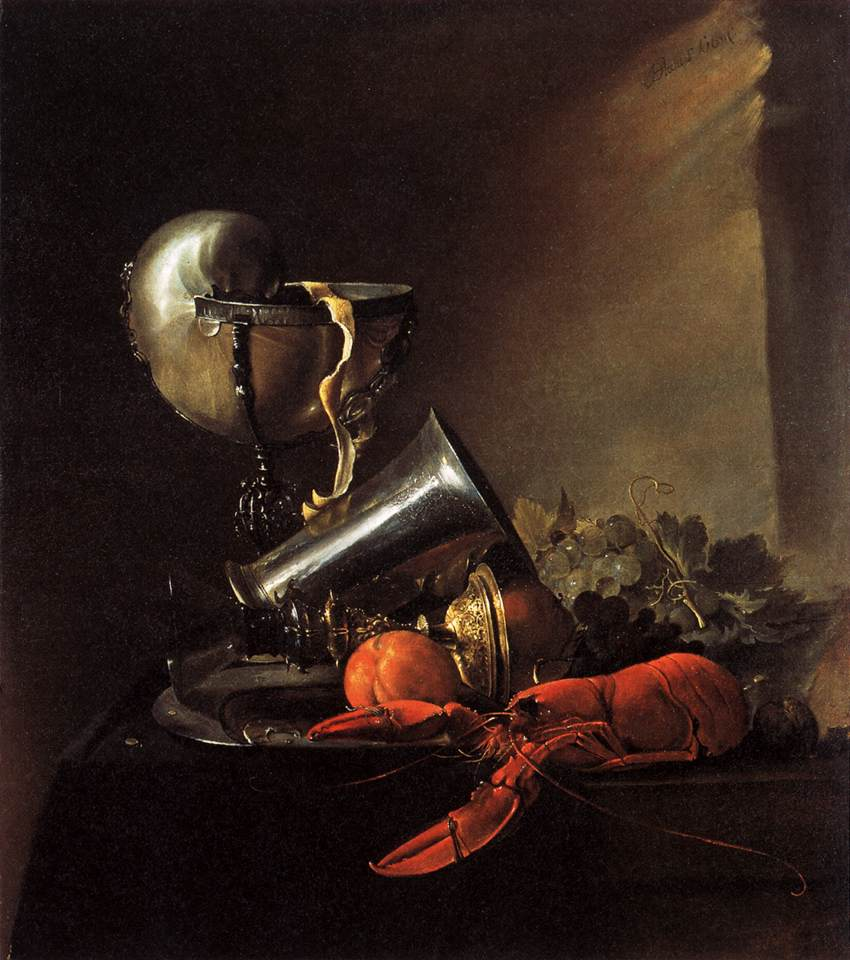
Натюрморт с омаром и кубком «Наутилус». 1634. Холст, масло. Государственная галерея искусств Штутгарта
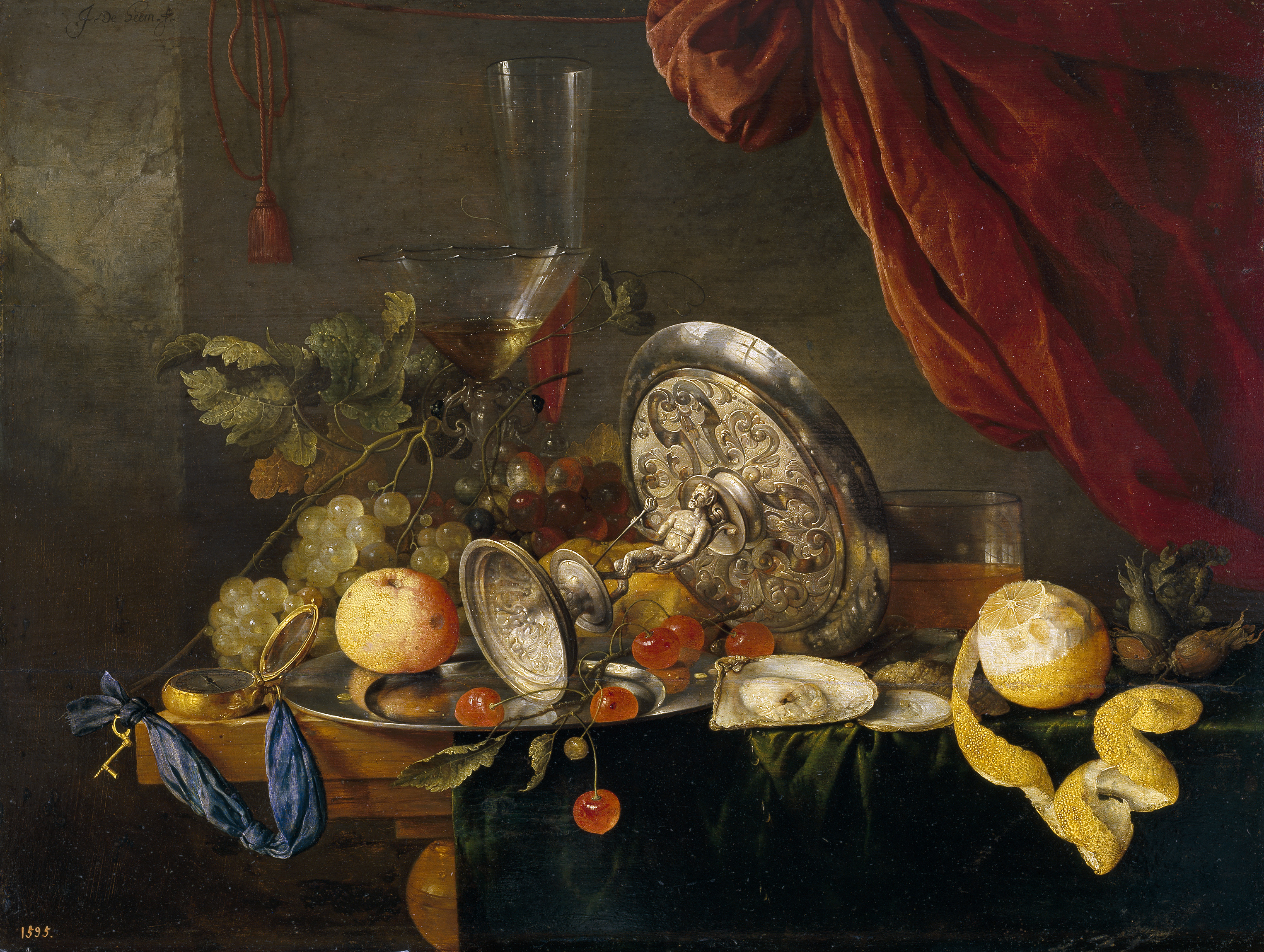
Меса (стол с чашей). Дерево, масло. Прадо, Мадрид
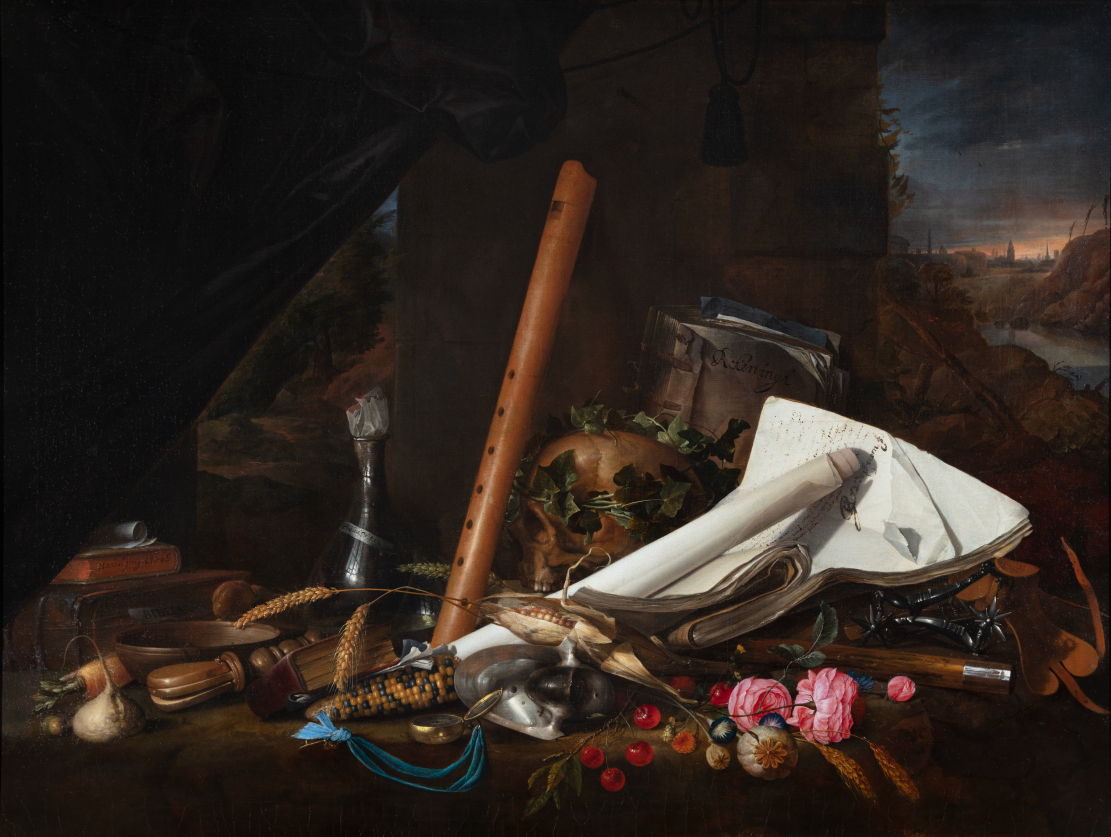
Ванитас. 1630-1640. Королевские музеи изящных искусств (Брюссель)